# Pramocaïne
Pramocaïne (ook wel pramoxine genoemd) is een geneesmiddel, gebruikt als lokaal anestheticum. Het wordt alleen toegepast in verdovende crèmes.
Binnen lokale anesthetica worden amidetype en estertype middelen onderscheiden. Pramocaïne valt in geen van beide klassen.